# Buchenkapelle

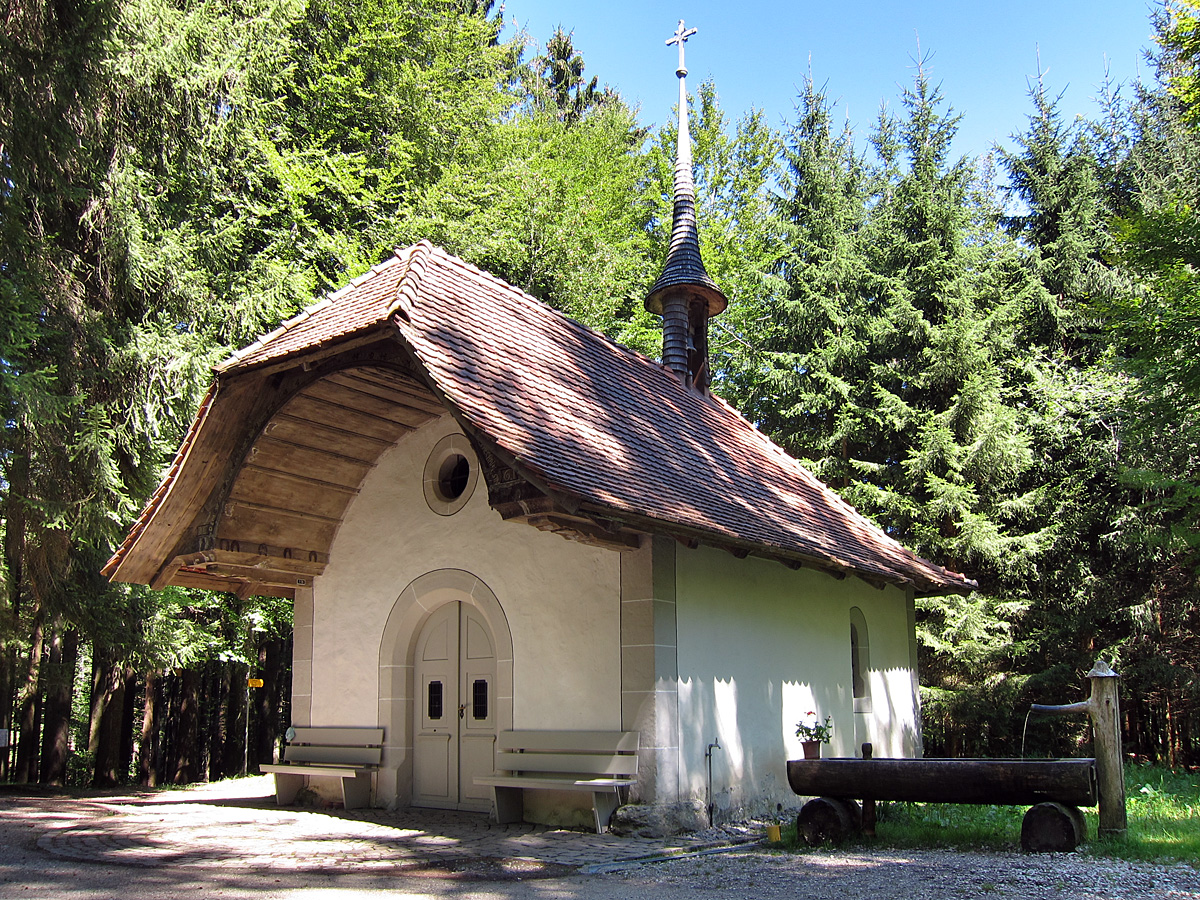
Buechenchäppeli

Die Buchenkapelle (im lokalen Sensler Dialekt Buechechäppeli) ist wohl das bekannteste Gebäude der Gemeinde Brünisried im Kanton Freiburg in der Schweiz. Sie steht idyllisch in einem Wald im Oberholz und wurde urkundlich erstmals im Jahre 1586 erwähnt. Sie ist dem Heiligen Antonius geweiht.

## Geschichte
Die schon 1586 erwähnte Buchenkapelle ist dem heiligen Antonius, dem Einsiedler, geweiht. Der heutige Bau stammt aus dem Jahre 1661. Man nimmt an, dass es Vorläuferbauten gab, vielleicht gar eine Einsiedelei. Heute steht in der Kapelle die Kopie einer Statue des Heiligen aus dem 15. Jahrhundert, eigentlich handelt es sich um die Statue des heiligen Jakobus, die im 17. Jahrhundert zu einem Antonius umgestaltet wurde.
Unterhalb des Daches ist nebst der Jahreszahl 1661 der folgende Satz geschnitzt:
Dem ewigen Ffater Kiristus dem Heren ist diesen Buw gemacht zuo Eren und Maria der heiligen Mueter rein die wele unsere Fürsprecherin sin.
Heute ist sie ein beliebtes Pilgerziel, vor allem am Patronstag des heiligen Antonius.

## Antoniusfeier in der Buchenkapelle
Jeweils am Sonntag, der am nächsten beim 17. Januar, dem Patronstag des heiligen Antonius liegt, findet in der Buchenkapelle bei Brünisried (Pfarrei Rechthalten) ein besonderer Gottesdienst statt. Der heilige Antonius wird als Schutzpatron der Bauern und der Haustiere verehrt. Dargestellt wird er als Eremit mit T-Kreuzstab (mit Glöcklein) und einem Schwein zu seinen Füssen. Viele Besucher nehmen in Begleitung ihrer Hunde und Pferde am Festgottesdienst teil.
Am Schluss der Feier erteilt der Priester den Gläubigen den Segen und segnet auch die Tiere.